# Electromagnetica
Electromagnetica este o companie din Bucuresti infiintata inca din 1930 care in prezent desfasoara in principal activitati de productie si servicii in domeniul energiei electrice si al iluminatului cu LED. Electromagnetica este furnizor de energie electrica din anul 2001 si producator de energie in microhidrocentrale din anul 2007. Compania este principalul producator autohton de corpuri si sisteme de iluminat cu LED, fiind totodata un producator consacrat de sisteme de masurare si distributie a energiei electrice, aparataj electric, elemente de automatizare a traficului feroviar, scule si matrite, subansamble electrice si electronice, subansamble metalice si din mase plastice injectate, etc. O mare parte a productiei este destinata exportului. Electromagnetica a lansat pe piata primele sale produse cu LED in anul 2011 cand a obtinut vanzari de 1,3 milioane euro. Vanzarile de corpuri si sisteme de iluminat cu LED au crescut apoi progresiv pana la 7,4 milioane euro in 2013 si sunt estimate la 10 milioane euro in 2014. Electromagnetica are in portofoliu peste 300 de modele destinate iluminatului stradal, comercial si industrial sau pentru birouri si locuinte.Compania a fost furnizor pentru unele dintre cele mai mari proiecte de modernizare prin conversie la iluminatul cu LED. Actiunile Electromagnetica sunt listate la Bursa de Valori Bucuresti si se tranzactioneaza cu simbolul de piata ELMA. La data de 31.12.2014, principalii actionari sunt Asociatia PAS Electromagnetica cu 29,63% si SIF Oltenia cu 24,92% din capitalul social.
Cifra de afaceri neta:
- 2013: 404 milioane lei
- 2012: 450 milioane lei
- 2011: 495 milioane lei

Rezultat net:
- 2013: 16,27 milioane lei
- 2012: 15,95 milioane lei
- 2011: 15 milioane lei